# Olga Bergholtz
Olga Fiodorovna Bergholz, parfois orthographié « Berggolts » en France, (en russe : О́льга Фё́доровна Бергго́льц), née à Saint-Pétersbourg le 3 mai 1910 (16 mai dans le calendrier grégorien) et décédée à Léningrad le 13 novembre 1975, est une poétesse et une scénariste soviétique, connue pour son travail à la radio pendant le siège de Léningrad.

## Biographie

### Les premières années
Fille du médecin Fiodor Christoforovitch Bergholtz qui travaillait dans une usine et de Maria Timofeïevna, son épouse, elle naquit dans un faubourg ouvrier de Saint-Pétersbourg. Elle passa, avec sa sœur cadette Maria ses premières années près de la Porte de la Néva. Alors qu'elle avait huit ans, en 1918, son père appelé sur le front sud envoya son épouse et ses deux filles habiter dans les anciennes cellules du monastère de l'Épiphanie à Ouglitch. Elles y restèrent jusqu'en 1920. Malgré la situation agitée, elle put suivre des cours d'histoire de l'art et de littérature à l'Institut d'État des Arts de Pétrograd. À 14 ans, en 1924, elle publia ses premiers vers: Pionnier qui parurent dans le journal mural de l'usine où travaillait son père ainsi que deux histoires, Le Chemin enchanté et Cravate rouge, probablement celle des pionniers, dans le magazine Lénine étincelles. En 1925, elle rejoignit à l'association littéraire pour la jeunesse « Le Changement », où elle connut Boris Petrovitch Kornilov, un communiste pur et dur âgé de 19 ans. Ils se marièrent en 1926 et eurent leur première fille Irina en 1927,. En 1926 encore, elle reprit ses études et suivit le cours supérieur de l'Institut d'histoire de l'Art où elle eut comme professeurs Iouri Tynianov, Boris Eichenbaum, Victor Chklovski. Elle quitta cette école pour rentrer à l'Université de Léningrad où elle obtint pendant l'été 1930 un diplôme de philologie spécialité littérature russe après avoir préparé son examen par un séjour en Ossétie avec une vingtaine d'autres étudiants de Léningrad. Pendant son « stage » elle se rendit sur le chantier de construction de la centrale électrique de Guizeldonskoï, parcourut la Digorie, alla à Ardon, Digorski, à Tbilissi, en Géorgie, et à Grozny en actuelle Tchétchénie, visita l'usine de Kavtsink et celle de traitement du maïs de Beslan. Cela lui fournit la matière pour écrire une trentaine d'articles pour le journal de Vladikavkaz La Puissance du travail, dont un intitulé La méthode créative de la littérature prolétarienne et deux poèmes.

### Les années 1930

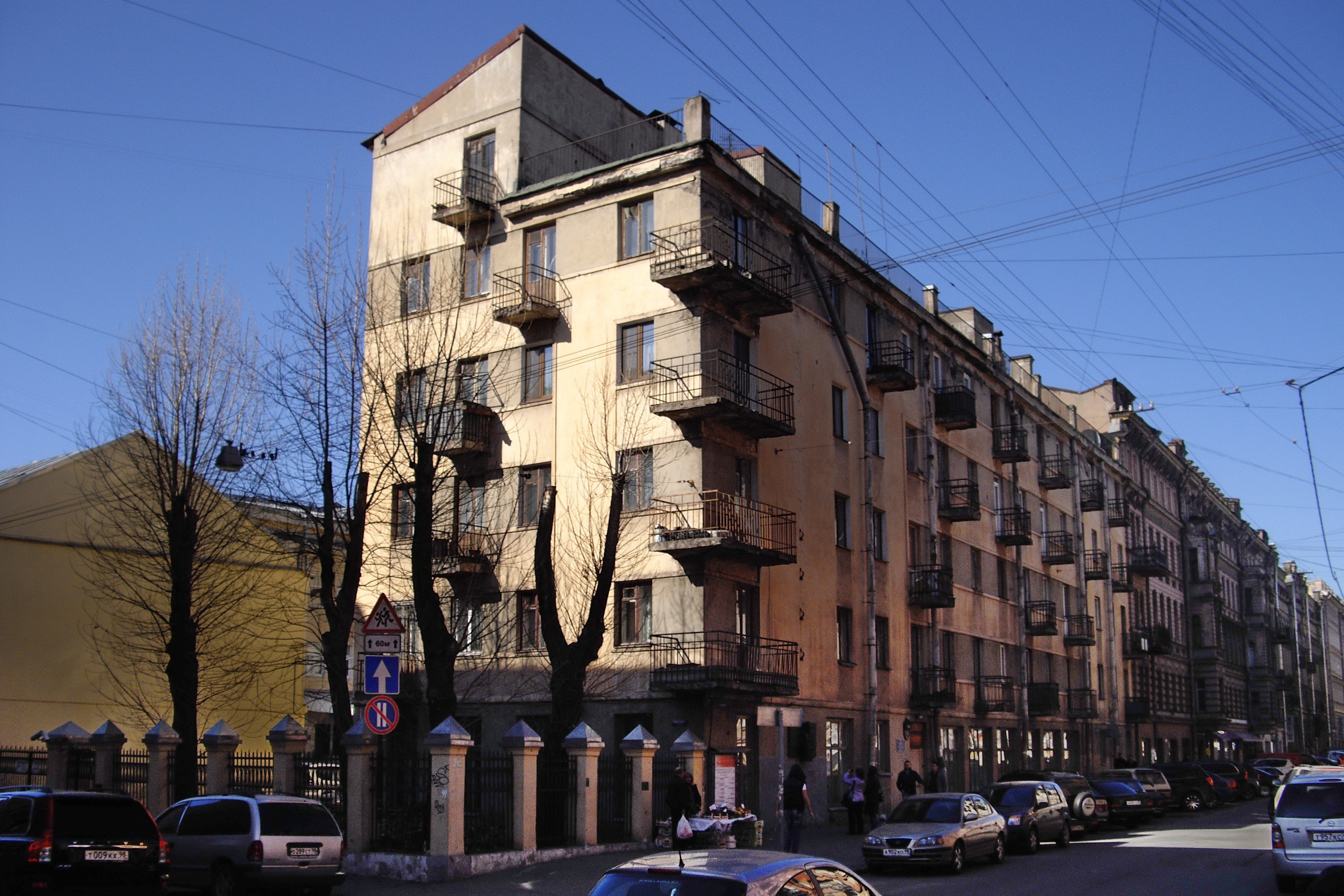
Immeuble des Larmes du socialisme

Ensuite elle fut employée comme journaliste par plusieurs journaux dont le journal La Steppe soviétique qui l'envoya comme correspondante au Kazakhstan, à Alma Ata. Elle y travailla dans la presse locale, écrivit des livres pour les enfants, des reportages et rencontra Nikolaï Rubinstein Molchanov qu'elle épousa après avoir, en 1930, divorcé de Boris Kornilov avec lequel elle ne s'entendait plus.
Après leur retour à Léningrad en 1931, ils allèrent habiter en 1932 au 7 rue Rubinstein dans un nouvel immeuble constructiviste rapidement surnommé « Les larmes du socialisme ». Elle devint rédactrice et historienne au journal d'entreprise de la grande usine d'équipements électriques « Elektrosila » jusqu'en 1934, puis au Journal littéraire de Léningrad. Cela lui permit de vivre et d'élever sa fille, tout en continuant à écrire et à publier des livres : Ouglitch (1932) une autobiographie et une description de la vie de cette ville au début du XXe siècle, L'Endroit à l'écart (1932), Journaliste (1934), Poèmes (1934) notamment appréciés par Gorki et Marchak qui la soutenaient, Nuit du Nouveau Monde (1935), Céréales (1935), Veines (1935), Les Années de l'assaut (1935). En 1936, son Livre des chants lui valut la notoriété, mais une terrible série d'épreuves s'ensuivit. La même année, sa fille Irina qu'elle avait eue avec Boris Kornilov mourut. Son premier mari, qui avait été arrêté par le Guépéou, fut exécuté le 21 février 1938 à Léningrad. Le 13 décembre de la même année, elle fut arrêtée à son tour pour avoir été en relation avec les trotskystes de l'organisation Zinoviev qui, jugés ennemis du peuple, préparaient une « conspiration contre-révolutionnaire » selon l'acte d'accusation. Son nom qui avait une consonance germanique encouragea peut-être ceux qui l'interrogeaient car, battue, violentée lors de l'interrogatoire pendant sa garde à vue, l'enfant qu'elle portait naquit prématurément puis décéda. Après le décès d'Irina en 1936, celui de Maya qu'elle avait eue avec son second mari, c'était le troisième enfant qu'elle perdait. Après avoir passé sept mois dans une prison de sa ville natale au cours desquels elle écrivit en secret un Journal intime et des poèmes qui parurent en 1965 sous le titre Le Nœud, elle fut innocentée, réhabilitée, puis libérée le 3 juillet 1939.

### Les années de la guerre
En 1940, elle rejoignit plus qu'elle n'adhéra au Parti communiste. En juin 1941, les troupes allemandes envahirent l'URSS ; en septembre, Léningrad fut encerclée. Au mois de février 1942, Olga alla à Moscou pour y suivre un traitement pour dystrophie musculaire, mais au mois d'avril elle rentra chez elle, dans sa ville qui subissait le blocus. Dès que possible, elle se rendit chez Vera Ketlinskaïa responsable de l'Union des écrivains de Léningrad pour mettre ses compétences au service de sa patrie. Elle fut envoyée à Radio Léningrad où elle allait faire merveille.  Soutenue par son amie Anna Akhmatova, Olga Bergholtz mit chaque jour son cœur, son courage, son talent, sa voix apaisante sur les ondes pour donner des nouvelles du front, encourager, soutenir le moral, alléger la pression subie par les défenseurs affamés et déprimés, exalter leur bravoure, leur héroïsme, leur patience, maintenir leur espoir, leur apporter un peu d'humanité avec ses discours, ses poèmes ses sketchs. Au cours de cette effroyable période, son second mari, critique littéraire, tomba malade et mourut de faim en novembre 1941, deux mois après le début du siège. Mais à son père, chirurgien militaire d'origine allemande, on épargna les souffrances du siège, car le NKVD le jugeant socialement dangereux, l'envoya en mars 1942, dans une base d'État de l'oblast de Krasnoïarsk. Les écrits qu'elle composa pendant cette période furent recueillis dans Journal de février (1942), Poème de Léningrad (1942), Agenda de Léningrad (1942), Ils ont vécu à Léningrad (1944), À la mémoire de nos défenseurs (1944), Tu savais (1945). Ton chemin (1945) fut traduit en français par François Kerel dans le livre Ici à Léningrad qui décrit ouvertement et honnêtement les faits importants de la vie quotidienne, ses pensées et impressions dans la ville assiégée. Son rôle pendant cette période, officiellement reconnu, lui valut deux distinctions : une médaille pour la défense de Léningrad en 1943 et la médaille pour son travail courageux pendant la Grande Guerre patriotique. En 1944, elle écrivit Ils vivaient à Léningrad,  pièce sur le blocus qui fut jouée au théâtre Alexandre Taïrov et en 1945 elle travailla avec Makogonenko sur un texte La Symphonie de Léningrad.

### L'après-guerre
Le 20 février 1949, elle se maria avec Makogonenko qui vivait avec son fils sous le même toit qu'Olga depuis 1942. Ils écrivirent ensemble plusieurs œuvres dans les journaux, les Izvestia, La Poésie russe, Les Femmes en Russie.
En 1950, elle écrivit Pervorossiisk, poème sur les ouvriers de Pétrograd qui construisaient une ville nouvelle dans l'Altaï, pour lequel elle obtint le Prix Staline de 3e classe en 1951. L'année suivante, elle écrivit une série de poèmes sur Stalingrad et en 1954, après un voyage à Sébastopol, elle écrivit Fidélité, tragédie sur la défense de cette ville en 1941-1942. Cette année-là, au cours d'un colloque littéraire, elle se prononça pour l'auto expression en poésie et plusieurs de ses poèmes furent publiés en samizdat. À Ouglitch où elle était revenue en 1953, elle écrivit son autobiographie Les Étoiles du Jour qui parut en 1959 et qui fut adaptée ultérieurement au cinéma. 

### La fin de sa vie
En 1960, on inaugura le Cimetière mémorial de Piskarevskoïe, immense nécropole où reposent plus de la moitié des victimes civiles et militaires du siège de Léningrad. Sur le mur de granit fermant le fond, à 500 mètres en face de l'entrée, on lui fit l'honneur de lui emprunter et de graver ses paroles « Personne n'est oublié et rien n'est oublié ». Après 1969, elle écrivit pour le mensuel Aurora.
Elle mourut à Léningrad et fut inhumée dans la partie appelée « La passerelle des écrivains » du cimetière Volkovo à Saint-Pétersbourg. Le monument commémoratif ne fut édifié qu'en 2005.  
Elle reçut le prix Staline, l'ordre de Lénine et l'ordre du Drapeau rouge du Travail ; une rue à Saint-Pétersbourg, un cratère de Vénus et la planète (3093) Bergholz découverte par l'astronome soviétique Tamara Mikhailovna Smirnova en 1971 portent son nom et en 1994 elle fut faite « Citoyenne d'honneur de Saint-Pétersbourg », mais cela n'empêcha pas ses journaux et ses archives confisqués par les autorités de rester dans le Spetskhan.

## Œuvres
Il y a de nombreuses adaptations, sans doute contestables, avec les titres des poèmes obtenus par traduction automatique et plusieurs titres ont servi à donner un nom aux recueils.
Dates de création trouvées :
- 1924
  - Le Chemin enchanté, Cravate rouge
- 1925
  - Pionnier
- 1927
  - poèmes : Vous allez attendre avant de vous endormir - La Grippe - Béatrice - Qui s'estompe, s'efface - Ce buveur d'Ivan - Sur Gontchary - Comme une strophe; semaine et jours à Léningrad... - Oh, comme une flamme, c'est si clair - Chanson ; nous ne verrons pas... - Comment le village du lac... - Conscription - Galdareyka, de la neige rouge... - Oh, il ne va probablement pas revenir - Le soir, j'ai perdu ...le mot - Dédicace (Laissez moi comme un ami...) - Remarque - Controverses - Étranger-étrangère, le soir, un passant - Le Parc de Detskoïe Selo - Aveugles - La Région du lac - Insomnie
- 1928
  - poème : Absinthe
- 1932
  - Glinka, Ouglitch, L'Endroit à l'écart
- 1933
  - Lors de l'assaut
  - poèmes : Garantie - Voyage. Restez...
- 1934
  - Journalistes, Poèmes
- 1935
  - La Nuit du nouveau monde, Veines, Céréales
  - poèmes: J'adore le signal vert... - Il doit être assez jeune - Halte en soirée - Théodose - Sébastopol - Amis - Comme beaucoup ont vécu cet été là - Deux poèmes de ses filles
- 1936
  - Livre des chants
  - poèmes : La Fille de la chanson - Prémonition - Tu es ma vie...minés
- 1937
  - poèmes : Romance - Ne chasse pas la douleur de ton être - Non, pas de réconciliation en perspective
- 1938
  - poèmes : L'Automne (Listopad) - Vous m'avez envoyé dans le désert... - Oui, je sais. Dans la maison en pierre...
- 1939
  - Journal intime édité en 1965 avec pour titre Le Nœud
  - poèmes : Patrie - Tests - Boris Kornilov - La Route vers les montagnes (en juillet)
- 1940
  - poèmes : Hirondelle sur la falaise - Ramasser le pied de biche et prendre... - Un autre éditeur n'a pas feuilleté - Qu'Alionouchka - L'Ami libellule - jeunes - Et tout cela est vrai. Vous aimez... - Maintenant, tout ce que vous pensez... - Pas de fils, pas son jeune frère... - En Europe. Guerre de 1940 - Pourquoi ce silence?... - O ami, je ne pense pas que le silence... - Peut être que nous n'avons pas vécu en vain! - Scout - Minuit - Mars et les soldats de plomb - Histoire d'amour du fidèle soldat en étain
- 1941
  - poèmes : Nous pressentions l'embrasement... - Versets sur le Léningrad bolchévique - Automne 1941
- 1942
  - Journal de février - Poème de Léningrad - Agenda de Léningrad
  - poèmes : Il a pris «un air» méchant, «un air» sombre - Stop. La zone du pays tiers - 29 janvier 1942
- 1944
  - À la mémoire de nos défenseurs, Ils ont vécu à Léningrad, pièce de théâtre écrite avec Gueorgui Makogonenko
- 1945
  - Tu le savais, La Symphonie de Léningrad scénario écrit avec Gueorgui Makogonenko
  - poème : Avaler siège
- 1946
  - Explique Léningrad, recueil d'émissions prononcées à la radio élaboré avec Gueorgui Makogonenko
  - poèmes : Je n'ai jamais écrit cela - Poèmes sur eux-mêmes - Ma maison - Cœur à cœur... - Trahison
- 1947
  - Sur notre terre
  - poèmes : Je suis secrètement jaloux et amer - Oh, ne regardez pas en arrière... - Six mois de silence... - Ne pas
- 1948
  - poème: Toute la journée assis
- 1949
  - poèmes : Pas avant, ni argent, ni or à... - Laissez le choix des enfants sur - Appel au poème - Au nom d'un mot meilleur... - Espoir - Rien ne va revenir - Aujourd'hui, encore une fois j'ai perdu mon âme - Quel hiver sombre - Triptyque, 1949 - Amis répétez: tous les moyens sont bons...
- 1950
  - Pervorossiisk
- 1951
  - poèmes : La chanson - Quand êtes-vous...
- 1952
  - poèmes : Un cycle de poèmes sur Stalingrad - Je n'ai jamais ménagé son cœur... - À Stalingrad - Qui a atteint le muet désespoir - Promesse - Parmi les lettres de la route - Léningrad, Stalingrad, la Volga, le Don - Sœur - Encore une fois, seul, tout seul, sur la route... - Dans la maison d'Anna Pavlova
- 1954
  - Fidélité
  - poème : Oh, où avez-vous chanté...
- 1956
  - poèmes : L'Été indien - L'Avenue internationale -
- 1959
  - Les Étoiles du Jour traduit en français par Jean Cathala en 1963 chez Plon
  - poème: Poèmes sur le cheval de Chersonèse
- 1960
  - Host, Test
- 1962
  - poème : La Réponse. Je vous dis qu'il y a...
- 1964
  - poème : Je vais sur les lieux des affrontements
- 1967
  - Pionniers russes, scénario du film

Dates de création non trouvées :
- poèmes : Parmi les 41 ordinateurs portables - Non, pas de livres rares de nos... - Conversation avec un voisin

## Filmographie

### Scénariste
- 1966 : Igor Talankine adapta son livre Les Etoiles du Jour
- 1967 : Pionniers russes (ru) réalisé par Alexandre Ivanov (ru)[réf. nécessaire]